# Фахри Паша
Юмер Фахретин Тюркан (на турски: Ömer Fahrettin Türkkan) е османски и турски офицер (генерал). Известен е като командващ османския Хиджазки експедиционен корпус, отбранявал Медина от 1916 до 1919 г.
Заема военни и дипломатически длъжности, в размирните години в края на Османската империя и зараждането на Република Турция. Известен е най-вече с организирането на несломимата отбраната на свещения град Медина, при нашествието на британските силиМ в продължение на 2 години и 7 месеца британците не успяват да превземат свещения град. При тези битки Юмер Фахретин получава прозвищата Тигърът от пустинята и Спасителят на Медина.

## Биография
Юмер Фахретин Тюркан е роден в Русе през 1868 г. След Руско-турската война (1877-1878) семейството на Юмер Фахретин се преселва в Истанбул. Завършва с отличие военната гимназия в града, след което завършва военната академия в Истанбул със звание капитан на рота (kurmay yüzbaşı). По време на Балканската война участва в отбраната на Чаталджа и в битките за Одрин.
Първата световна война заварва Юмер Фахретин в гр. Мосул. Там е командир на 12-а бригада към 4-та османска армия. През 1916 г. е назначен за командващ турските сили в гр. Медина, където отбранява града от британците в продължение на 2 години и 7 месеца.
През 1919 г. попада в плен и е заточен първо в Египет и после на остров Малта. По време на своето заточение, задочно е осъден на смърт от специално създадения за целта Съд на окупационните сили в Истанбул. На 8 април 1921 г. със съдействието на новото турско правителство в Анкара е освободен от затвора на остров Малта и се завръща в Турция.
Лично от страна на главнокомандващия Мустафа Кемал е натоварен със задачата да обедини турските сили на южния фронт срещу френското нашествие. След края на военните действия на южния фронт и подписването на мирното споразумение с Франция, назначен е за посланик на Турция в Кабул на 9 ноември 1921 г. Има големи заслуги за сътрудничеството между Турция и Афганистан.
През 1936 г. се пенсионира със звание армейски генерал. Издъхва от сърдечен удар, получен при пътуване с влак близо до гр. Ескишехир през 1948 г.